# Thando Mgqolozana
Thando Mgqolozana (* 27. August 1983 in Kapstadt) ist ein südafrikanischer Schriftsteller.

## Leben
Thando Mgqolozana wuchs in dem Dorf Engojini in der Provinz Ostkap auf. Er besuchte die dortige Schule und legte 2001 sein Matric ab. Danach studierte er bis 2006 an der University of the Western Cape und erlangte einen Master-Abschluss in Gesundheits- und Krankenpflege (Nursing). Dabei wurde er durch ein Stipendium der Mandela Rhodes Foundation unterstützt. Während des Studiums engagierte er sich politisch in Studentenvertretungen. Später arbeitete er für das südafrikanische Forschungsinstitut Human Sciences Research Council (HSRC) und war im Zuge seiner dortigen Forschungen 2009 als Co-Autor an einer Monografie über professionelle Krankenpflege in Südafrika beteiligt. Derzeit (Stand 2019) ist er als Research Development Officer an der University of Cape Town tätig.
2009 erschien Mgqolozanas Debüt-Roman A man who is not a man, der sich mit den Gefahren der Beschneidung von Männern auseinandersetzt, wie sie ritualisiert von Angehörigen der Xhosa praktiziert wird. Das Werk zog Aufmerksamkeit auf sich, da es mit afrikanischen Traditionen bricht. Es kam auf die Longlist für den International DUBLIN Literary Award. 2011 veröffentlichte Jacana Media seinen zweiten Roman, Hear Me Alone, in dem er eine Alternative für die überlieferte biblische Geschichte der Zeugung und Geburt von Jesus darstellt. Sein dritter Roman Unimportance (2014) handelt von einem Mann, der sich zum Präsidenten der Studentenvertretung (Students’ representative council) wählen lassen will und kurz vor der Wahl ein folgenreiches Bekenntnis ablegt.
Mgqolozana war auch an dem Drehbuch für das Filmdrama Die Wunde (2017) beteiligt. Er ist Mitbegründer des jährlich in Soweto stattfindenden Abantu Book Festivals.
2010 führte die Zeitung Mail & Guardian Thando Mgqolozana auf ihrer Liste der 200 wichtigsten jungen Südafrikaner im Bereich Kunst und Kultur (200 Young South Africans: Arts and Culture). Die Schriftstellerin Zukiswa Wanner zählte ihn 2012 in einem Artikel für The Guardian zu einem der fünf afrikanischen Autoren, deren Werke neben den hinlänglich bekannten afrikanischen Werken lesenswert seien.
2015 verkündete Mgqolozana mehrfach öffentlich, dass er „die weiße Literaturindustrie“ verlassen werde.

## Ausgewählte Werke
- A man who is not a man, University of Kwazulu-Natal Press, Scottsville 2009
- Hear Me Alone, Jacana Media, Auckland Park 2011
- Unimportance, Jacana Media, Auckland Park 2014